# Junior dos Santos
Junior "Cigano" dos Santos (n. 12 septembrie 1984) este un luptător brazilian de arte marțiale mixte (MMA), fost campion UFC la categoria grea. Ca luptător profesionist, dos Santos a făcut apariții în All Elite Wrestling (AEW) ca membru al grupării American Top Team.

## Campionate și titluri

### Arte marțiale mixte
- Ultimate Fighting Championship
  - UFC Heavyweight Championship
  - Knockout of the Night
  - Fight of the Night
  - Cea mai lungă serie de victorii din istoria diviziei UFC Heavyweight (9)
  - A doua cea mai lungă serie de knockout-uri din istoria diviziei UFC Heavyweight (8)

- FIGHT! Magazine
  - Upset of the Year (2008) vs. Fabrício Werdum (25.10.2008

- MMAJunkie.com
  - 2014 December Fight of the Month vs. Stipe Miocic[7]

- Sherdog
  - 2010 All-Violence Third Team[8]
  - 2011 All-Violence First Team[9]

## Rezultate în MMA
| Rezultate profesioniste |             |               |
| 32 meciuri              | 22 victorii | 10 înfrângeri |
| Prin knockout           | 15          | 8             |
| Prin predare            | 1           | 1             |
| La puncte               | 6           | 1             |

| Rezultat   | La general | Adversar              | Metodă                         | Eveniment                                | Data               | Runda | Timp | Locația                                | Note                                                         |
| ---------- | ---------- | --------------------- | ------------------------------ | ---------------------------------------- | ------------------ | ----- | ---- | -------------------------------------- | ------------------------------------------------------------ |
| Victorie   | 22–10      | Fabrício Werdum       | Decizie (split)                | Gamebred Fighting Championship 5         | 8 septembrie 2023  | 3     | 5:00 | Jacksonville, Florida, SUA             | Bare Knuckle MMA.                                            |
| Înfrângere | 21–10      | Yorgan De Castro      | TKO (accidentare la umăr)      | Eagle FC 47                              | 20 mai 2022        | 3     | 0:35 | Miami, Florida, SUA                    |                                                              |
| Înfrângere | 21–9       | Ciryl Gane            | TKO (elbow)                    | UFC 256                                  | 12 decembrie 2020  | 2     | 2:34 | Las Vegas, Nevada, United States       |                                                              |
| Înfrângere | 21–8       | Jairzinho Rozenstruik | TKO (punches)                  | UFC 252                                  | 15 august 2020     | 2     | 3:47 | Las Vegas, Nevada, United States       |                                                              |
| Înfrângere | 21–7       | Curtis Blaydes        | TKO (punches)                  | UFC Fight Night: Blaydes vs. dos Santos  | 25 ianuarie 2020   | 2     | 1:06 | Raleigh, North Carolina, United States |                                                              |
| Înfrângere | 21–6       | Francis Ngannou       | TKO (punches)                  | UFC on ESPN: Ngannou vs. dos Santos      | 29 iunie 2019      | 1     | 1:11 | Minneapolis, Minnesota, United States  |                                                              |
| Victorie   | 21–5       | Derrick Lewis         | TKO (punches)                  | UFC Fight Night: Lewis vs. dos Santos    | 9 martie 2019      | 2     | 1:58 | Wichita, Kansas, Statele Unite         | Fight of the Night.                                          |
| Victorie   | 20–5       | Tai Tuivasa           | TKO (punches)                  | UFC Fight Night: dos Santos vs. Tuivasa  | 2 decembrie 2018   | 2     | 2:30 | Adelaide, Australia                    |                                                              |
| Victorie   | 19–5       | Blagoy Ivanov         | Decizie (unanim)               | UFC Fight Night: dos Santos vs. Ivanov   | 14 iulie 2018      | 5     | 5:00 | Boise, Idaho, Statele Unite            |                                                              |
| Înfrângere | 18–5       | Stipe Miocic          | TKO (punches)                  | UFC 211                                  | 13 mai 2017        | 1     | 2:22 | Dallas, Texas, Statele Unite           | Pentru centura UFC Heavyweight Championship.                 |
| Victorie   | 18–4       | Ben Rothwell          | Decizie (unanim)               | UFC Fight Night: Rothwell vs. dos Santos | 10 aprilie 2016    | 5     | 5:00 | Zagreb, Croația                        |                                                              |
| Înfrângere | 17–4       | Alistair Overeem      | TKO (punches)                  | UFC on Fox: dos Anjos vs. Cerrone 2      | 19 decembrie 2015  | 2     | 4:43 | Orlando, Florida, Statele Unite        |                                                              |
| Victorie   | 17–3       | Stipe Miocic          | Decizie (unanim)               | UFC on Fox: dos Santos vs. Miocic        | 13 decembrie 2014  | 5     | 5:00 | Phoenix, Arizona, Statele Unite        | Fight of the Night.                                          |
| Înfrângere | 16–3       | Cain Velasquez        | TKO (slam and punch)           | UFC 166                                  | 19 octombrie 2013  | 5     | 3:09 | Houston, Texas, Statele Unite          |                                                              |
| Victorie   | 16–2       | Mark Hunt             | KO (spinning hook kick)        | UFC 160                                  | 25 mai 2013        | 3     | 4:18 | Las Vegas, Nevada, Statele Unite       | Fight of the Night.                                          |
| Înfrângere | 15–2       | Cain Velasquez        | Decizie (unanim)               | UFC 155                                  | 29 decembrie 2012  | 5     | 5:00 | Las Vegas, Nevada, Statele Unite       | Pierde UFC Heavyweight Championship.                         |
| Victorie   | 15–1       | Frank Mir             | TKO (punches)                  | UFC 146                                  | 26 mai 2012        | 2     | 3:04 | Las Vegas, Nevada, Statele Unite       | Apără UFC Heavyweight Championship.                          |
| Victorie   | 14–1       | Cain Velasquez        | KO (punches)                   | UFC on Fox: Velasquez vs. dos Santos     | 12 noiembrie 2011  | 1     | 1:04 | Anaheim, California, Statele Unite     | Câștigă UFC Heavyweight Championship; Knockout of the Night. |
| Victorie   | 13–1       | Shane Carwin          | Decizie (unanim)               | UFC 131                                  | 11 iunie 2011      | 3     | 5:00 | Vancouver, British Columbia, Canada    | UFC Heavyweight title eliminator.                            |
| Victorie   | 12–1       | Roy Nelson            | Decizie (unanim)               | UFC 117                                  | 7 august 2010      | 3     | 5:00 | Oakland, California, Statele Unite     |                                                              |
| Victorie   | 11–1       | Gabriel Gonzaga       | TKO (punches)                  | UFC Live: Vera vs. Jones                 | 21 martie 2010     | 1     | 3:53 | Broomfield, Colorado, Statele Unite    | Knockout of the Night.                                       |
| Victorie   | 10–1       | Gilbert Yvel          | TKO (punches)                  | UFC 108                                  | 2 ianuarie 2010    | 1     | 2:07 | Las Vegas, Nevada, Statele Unite       |                                                              |
| Victorie   | 9–1        | Mirko Filipović       | Verbal Submission (eye injury) | UFC 103                                  | 19 septembrie 2009 | 3     | 2:00 | Dallas, Texas, Statele Unite           |                                                              |
| Victorie   | 8–1        | Stefan Struve         | TKO (punches)                  | UFC 95                                   | 21 februarie 2009  | 1     | 0:54 | Londra, Anglia                         |                                                              |
| Victorie   | 7–1        | Fabrício Werdum       | TKO (punches)                  | UFC 90                                   | 25 octombrie 2008  | 1     | 1:20 | Rosemont, Illinois, Statele Unite      | Knockout of the Night.                                       |
| Victorie   | 6–1        | Geronimo dos Santos   | TKO (doctor stoppage)          | Demo Fight 3                             | 24 mai 2008        | 1     | 0:44 | Salvador, Brazilia                     |                                                              |
| Înfrângere | 5–1        | Joaquim Ferreira      | Submission (armbar)            | MTL: Final                               | 10 noiembrie 2007  | 1     | 1:13 | São Paulo, Brazilia                    |                                                              |
| Victorie   | 5–0        | Jair Gonçalves        | TKO (punches)                  | Mo Team League 2                         | 29 septembrie 2007 | 1     | 2:52 | São Paulo, Brazilia                    |                                                              |
| Victorie   | 4–0        | Joaquim Ferreira      | TKO (retras)                   | XFC: Brazil                              | 29 aprilie 2007    | 1     | 5:00 | Rio de Janeiro, Brazilia               |                                                              |
| Victorie   | 3–0        | Edson Ramos           | TKO (doctor stoppage)          | XFC: Brazil                              | 29 aprilie 2007    | 1     | 8:45 | Rio de Janeiro, Brazilia               |                                                              |
| Victorie   | 2–0        | Eduardo Maiorino      | Submission (guillotine choke)  | Minotauro Fights 5                       | 9 decembrie 2006   | 1     | 0:50 | São Bernardo do Campo, Brazilia        |                                                              |
| Victorie   | 1–0        | Jailson Silva Santos  | KO (soccer kick)               | Demo Fight 1                             | 16 iulie 2006      | 1     | 2:58 | Salvador, Brazilia                     |                                                              |